# Dvd-ram

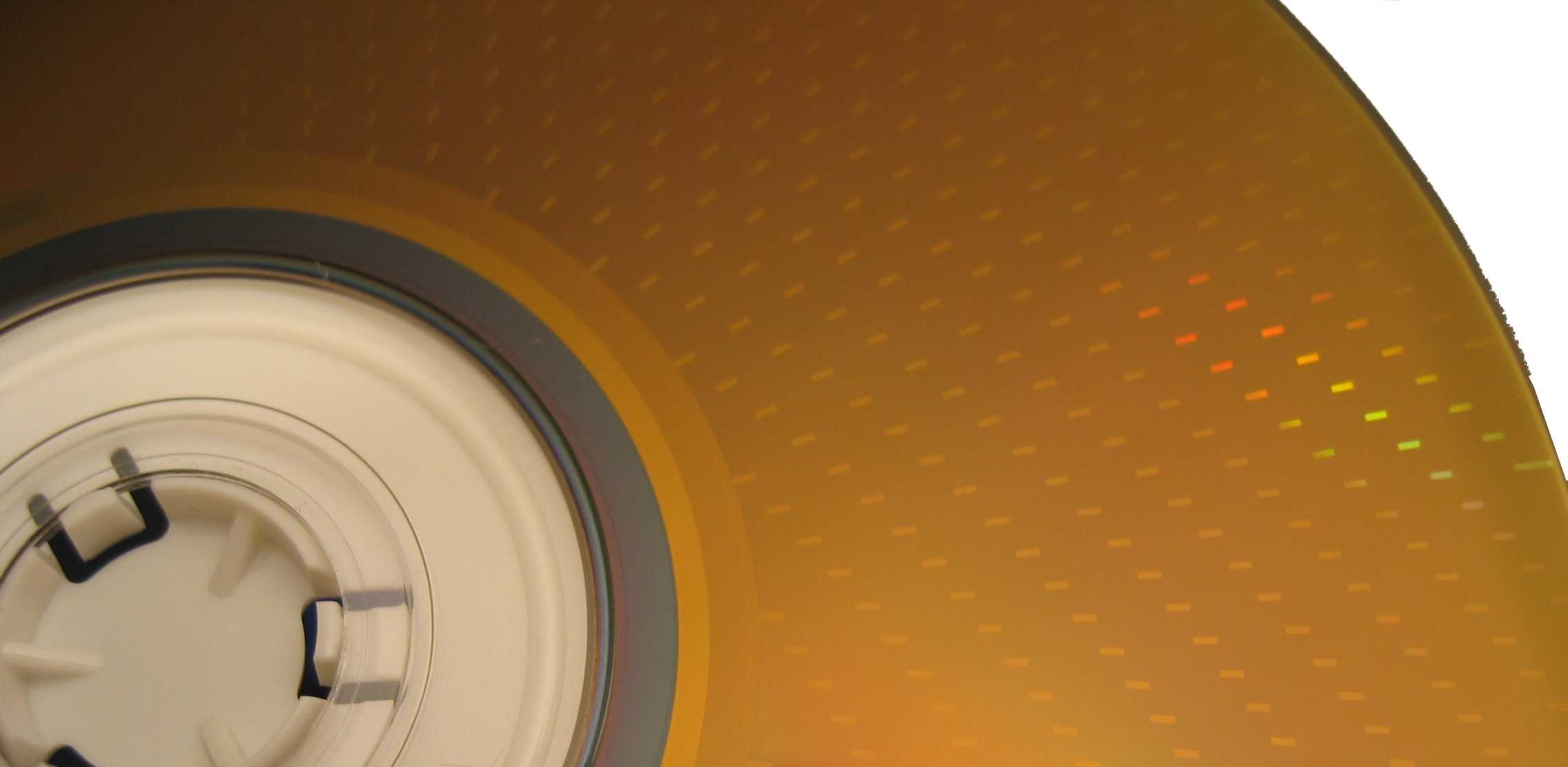
DVD-RAM

Dvd-ram (Engels: Digital Versatile Disc – Random Access Memory) is in 1996 door het Dvd-Forum als een van de officiële dvd-formaten gespecificeerd, oorspronkelijk bedoeld voor de opslag van digitale data. Dvd-ram-schijfjes zijn sinds 1998 in gebruik in computers, in videorecorders en in camcorders. Op dit moment is het dvd-ram-formaat vooral in Japan en Noord-Amerika erg populair, terwijl dvd-ram in Europa veel minder goed bekend en verkrijgbaar is.

## Geschiedenis
Dvd-ram is de oudste beschrijfbare dvd-variant. De eerste dvd-drives die ook data konden schrijven waren eind jaren negentig dan ook meestal dvd-ram-drives. Door de opkomst van dvd-r, die gemakkelijker afspeelbaar waren in andere dvd-spelers, verdween dvd-ram naar de achtergrond. Met de opkomst van het gebruik van dvd-ram in dvd-recorders lijkt het medium echter weer opnieuw aan populariteit te winnen. Daarnaast ondersteunen de nieuwste dvd-branders van merken zoals LG, Toshiba, TEAC, NEC, Pioneer en Samsung tegenwoordig vaak ook dvd-ram, echter wel meestal zonder cartridge.
In 2006 was in Nederland het gebruik van dvd-ram in dvd-recorders om televisieprogramma's op te nemen het populairst, gevolgd door het gebruik van dvd-ram als back-upmedium voor computerdata.

## Typen dvd-ram
Er zijn verschillende typen dvd-ram, onder te verdelen naar fysieke grootte, opslagcapaciteit, verpakking en schrijfsnelheid.
De dvd-ram specificatie maakt een onderscheid tussen de volgende soorten:

### De klassieke 12cm-dvd-ram
- Capaciteit:
  - Dvd-ram 1.0:
    - 'Single-sided, one layer disc' met een capaciteit van 2.58 GB
    - 'Double-sided one layer disc' met een capaciteit van 5.16 GB

  - Dvd-ram 2.0:
    - 'Single-sided, one layer disc' met een capaciteit van 4.7 GB
    - 'Double-sided one layer disc' met een capaciteit van 9.4 GB

- Lees- en Schrijfsnelheid:
  - Class 0: deze dvd-ram-media kunnen op 1-5-voudige snelheid gelezen en beschreven worden. Zowel 'class 0'- als 'class 1'-dvd-ram-branders kunnen deze media lezen en schrijven.
  - Class 1: deze dvd-ram-media kunnen op 8-16-voudige snelheid gelezen en beschreven worden. Alleen 'class 1'-branders kunnen deze media lezen en beschrijven. 'Class 0'-branders kunnen deze media alleen lezen. In Nederland zijn 'Class 1'-media niet verkrijgbaar. Winkels zoals de Media Markt bieden alleen 'class 0'-dvd-ram aan, en dan meestal slechts 1-3-voudige snelheid.

Zo maak je een dvd-ram-cartridge open

- Verpakking: met of zonder cartridge:
Daarnaast zijn er dvd-ram-schijven die beschermd worden door een cartridge. Deze zijn onderverdeeld in de volgende soorten:
  - Type 1: het dvd-ram-medium zit in een cartridge en kan daar niet uitgehaald worden
  - Type 2: het dvd-ram-medium zit in een cartridge maar kan daar wel uit gehaald worden
  - Type 3: het dvd-ram-medium zit als losse schijf in een dvd-doos of 'jewelcase'
  - Type 4: dvd-ram-media zitten in grotere hoeveelheden op elkaar opgestapeld in een zogenaamde 'cakebox'

Dvd-ram-schijven met een cartridge zijn duurder dan die zonder beschermende cartridge. De meeste moderne multi-dvd-branders kunnen vaak alleen met dvd-ram zonder cartridge omgaan. Sommige dvd-video-recoders (bijvoorbeeld van het merk Panasonic) kunnen wel omgaan met dvd-ram-catridges.

### De kleinere 8cm-mini-dvd-ram
De mini-dvd-ram werd later ontwikkeld en wordt vooral in camcorders gebruikt. De mini-dvd-ram maakt het mogelijk om kleinere en compactere camcorders te maken. Daarnaast ontbreekt de plek voor het gebruikelijke dvd-laadsysteem. Daarom is de mini-dvd-ram in een U-vormige houder ingebouwd, de zogenaamde 'DVD round holder'. De mini-dvd-ram heeft bij dubbelzijdig gebruik een capaciteit van 2,8 GB wat in de praktijk neerkomt op zo'n 120 minuten MPEG-2-gecomprimeerde video.

## Voordelen van dvd-ram
- bezit zeer robuuste hardware-matige foutcorrectie
- er zijn geen aparte 'brand'-programma's nodig
- een dvd-ram-schijfje kan tot 100.000 keer (cartridge) of 10.000 keer (zonder cartridge) beschreven worden (in vergelijking met maximaal 1000 keer voor dvd-rw)

## Nadelen van dvd-ram
- prijs van een dvd-ram-schijf is per stuk iets hoger dan andere beschrijfbare dvd-media
- dvd-ram is niet in alle dvd-ram-drives te lezen

## Normen en standaarden
- ISO/IEC 16824, gebaseerd op ECMA-272 en ECMA-273.
- ISO/IEC 17592, gebaseerd op ECMA-330 en ECMA-331.